# MyNetworkTV
MyNetworkTV (spesso abbreviata in MyNet, MyTV, MYN-TV, MNT o MNTV) è un network televisivo degli Stati Uniti di proprietà della Fox Broadcasting Company, una divisione della Fox Corporation. E', tra i sei maggiori canali statunitensi di lingua inglese, quello con i dati d'ascolto più bassi.
Il canale iniziò le trasmissioni il 5 settembre 2006 con una copertura iniziale del 96% del territorio nazionale.
MyNetworkTv è una canale fratello di FOX, ma opera autonomamente.
Da ottobre 2008 trasmette integralmente SmackDown!